# Аббакумовська
Аббаку́мовська (рос. Аббакумовская) — присілок у складі Тарногського району Вологодської області, Росія. Входить до складу Тарногського сільського поселення.

## Населення
Населення — 76 осіб (2010; 97 у 2002).
Національний склад (станом на 2002 рік):
- росіяни — 99 %